# Oneplus One

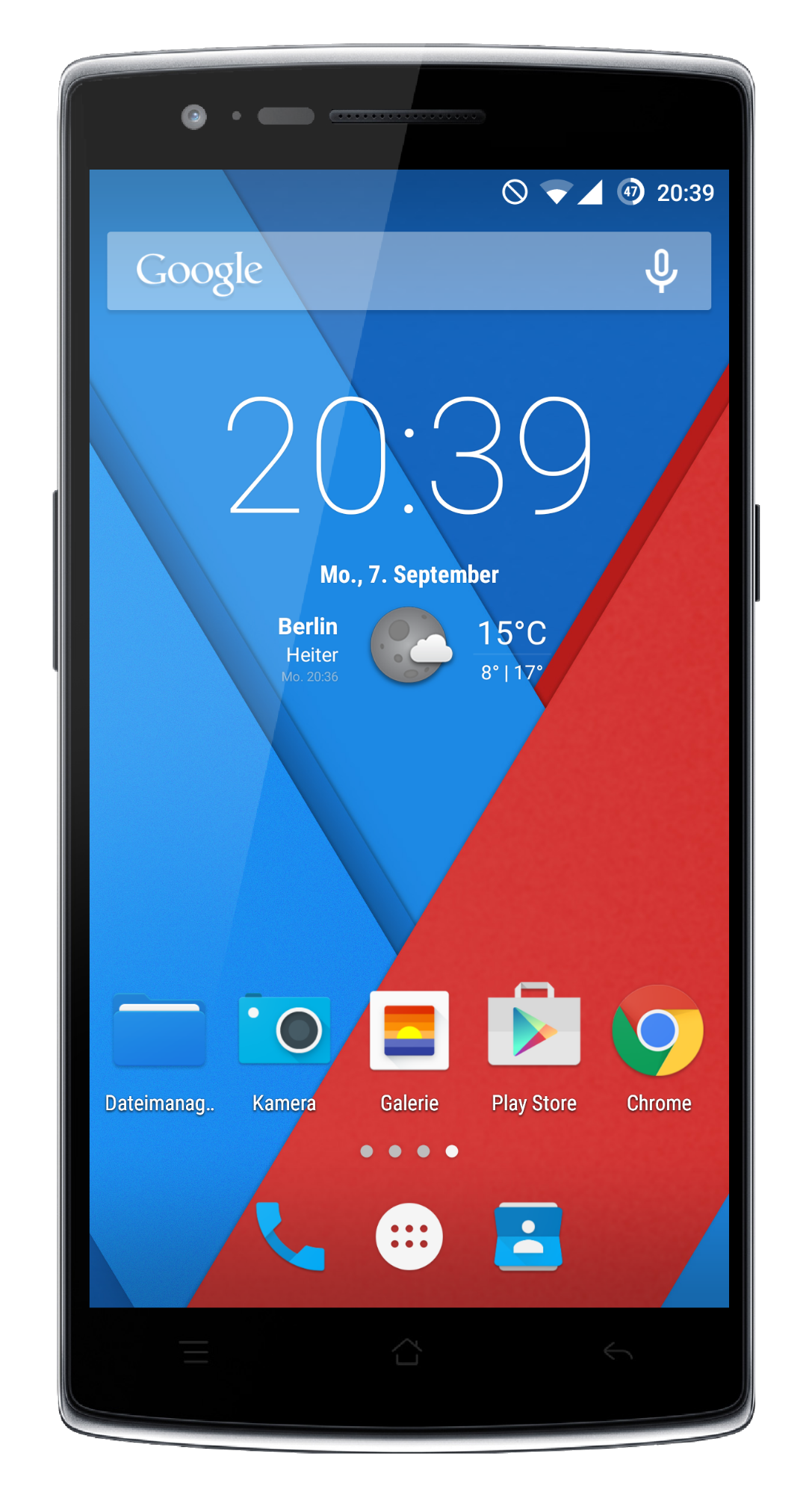
Oneplus One.

Oneplus One, stiliserat som OnePlus One, var den första mobiltelefonen som tillverkades av det kinesiska företaget OnePlus.
Telefonen kom med operativsystemet Cyanogenmod 11S.

## Specifikationer
| CPU       | Qualcomm® Snapdragon™ 801                                  |
| GPU       | Adreno 330                                                 |
| RAM       | 3 GB LP-DDR3                                               |
| Lagring   | 16/64 GB eMMC 5.0                                          |
| Batteri   | 3100 mAh LiPo batteri                                      |
| Kamera    | 13 Megapixel - Sony Exmor IMX 214, 5 Megapixel frontkamera |
| WIFI      | Dual-band Wi-Fi (2.4G/5G)                                  |
| Bluetooth | Bluetooth 4.1                                              |
| NFC       | 65T                                                        |
| Högtalare | inbyggda Stereo Speakers                                   |
| Mikrofon  | Tri-microphone with noise cancellation                     |
| Portar    | Data och lagring, Micro USB 2.0, 3.5mm aux                 |
| Knappar   | Hem knapp, Volume knappar, On-screen knappar               |
| SIM       | Micro SIM                                                  |
| I lådan   | 1x OnePlus One och en laddare                              |